# Jaime de Armagnac
Jaime de Armagnac, duque de Némours (c. 1433 – 4 de agosto de 1477), era um nobre francês filho de Bernardo de Armagnac, conde de Pardiac, e Leonor de Bourbon-La Marche.
Sendo conde de Castres durante o reinado de Carlos VII de França, Jaime d'Armagnac combateu na Normandia em 1499 e 1450, e posteriormente em Guiena. O rei Luís XI encheu-o de honras. Quando Jaime de Armagnac sucedeu a seu pai em 1462, e casou-se com Luísa de Anjou, afilhada do rei, Armagnac recebeu o ducado de Nemours, o qual havia disputado com o rei de Navarra.
Foi enviado pelo rei para pacificar o Condado de Rosellon, o qual conseguiu com relativa rapidez. Ao sentir que não havia sido recompensado justamente por seu êxito, o duque uniu-se à Liga pelo Bem Público, que desafiou o poder do rei durante nove meses em 1465. O duque e o rei reconciliaram-se, mas o duque voltou a intrigar contra o monarca. O rei então sitiou o castelo do duque de Nemours em Carlat. O duque foi preso e decapitado em 1477.